# Catedral de Nuestra Señora de Fátima (Nampula)
La Catedral de Nuestra Señora de Fátima o bien la Catedral Metropolitana de Nuestra Señora de Fátima (en portugués: Catedral Metropolitana de Nossa Senhora de Fátima) es un edificio religioso de la Iglesia Católica que se encuentra en Nampula, una localidad del país africano de Mozambique y funciona como la catedral de la arquidiócesis de Nampula. La catedral fue inaugurada en 1956 por el entonces Presidente de la República de Portugal, Francisco Craveiro Lopes cuando el territorio estaba bajo dominio portugués. Es un edificio de diseño tradicionalista, concebido por Raúl Lino y construido entre 1941, un año después de la fundación de la diócesis, y 1955. Cuenta con dos torres en la fachada y un pórtico arqueado.